# Thomas Gorman
Thomas Patrick Gorman (Ottawa, 9 juni 1886 - Ottawa, 15 mei 1961) was een Canadees lacrossespeler.
Met de Canadese ploeg won Gorman de olympische gouden medaille in 1908.

## Resultaten
- 1908  Olympische Zomerspelen in Londen